# Alcatel 4400
Alcatel 4400 – system komunikacji głosowej nowej generacji oparty na technologii "Crystal" firmy Alcatel. System ten powstał aby sprostać oczekiwaniom średnich i dużych przedsiębiorstw zatrudniających od 50 do 32000 użytkowników. Jest on przeznaczony do obsługi poszczególnych abonentów w grupie oraz do zastosowań indywidualnych.
Dzięki tej technologii możliwe jest:
- Komunikowanie się drogą wąskopasmową i szerokopasmową;
- Obsługiwanie tradycyjnych usług głosowych;
- w przyszłości – komunikacja multimedialna.

Wewnętrzna architektura oprogramowania została oparta na modelu klient-serwer obsługiwanym przez (zgodny z UNIX'em) system operacyjny z Chorus Mix. Dzięki ACT (Alcatel Cystal Technology) wszystkie płyty składowe są ze sobą połączone, co sprawia, że system nie blokuję się w żadnej konfiguracji i pojemności.

## Cechy ACT (Alcatel Crystal Technology)
W różnych trybach dostępu,każde połączenie zarządzane jest przez specjalny układ "C1" firmy Alcatel. W trybie komunikacji wąskopasmowej, system komunikacyjny Alcatel 4400 umożliwia przepustowość do 8Mbit/s pomiędzy płytami, w przypadku połączenia szerokopasmowego ATM, te same łącza umożliwiają przepustowość do 622Mbit/s.
Zasady komunikacji:
- wysyłanie:każdy interfejs wysyła własne dane i kanały sygnałowe na wszystkie łącza,
- odbiór:każdy interfejs odbiera wszystkie kanały transmitowane przez inne interfejsy, a przetwarza te, które są dla niego przeznaczone,
- dla dowolnej liczby użytkowników ruch telekomunikacyjny o natężeniu jednego Erlanga, port nie ma możliwości zablokowania systemu,
- brak wspólnej szyny – brak problemów z połączeniem gdy wystąpił problem na jednym łączu,
- decentralizacja funkcji wszystkich interfejsów – komutacja, detekcja tonowa, konferencje wielostronne,detekcja Q23 i inne;
- decentralizacja zasilania wszystkich płyt, Wspólne napięcie 48V, poszczególne płyty przekształcają napięcie,

## Płyta CPU
Niezależnie od wielkości konfiguracji, jednostka centralna jest zbudowana z jednej płyty CPU, obsługuje funkcje wspólne dla całego systemu i zarządza aplikacjami. Generuje sygnały sterujące, taktujące itd. Zezwala poszczególnym interfejsom systemu na ładowanie procesów i danych. Zapewnia także:
- zewnętrzny interfejs dla odtwarzania muzyki w tle(podczas oczekiwania na połączenie);
- generator tonowy MFQ23 dla linii NDDI;
- cztery interfejsy łączy V24 oraz jedno łącze Ethernet TCP\IP obsługujące dostęp do systemu.

Własny kontroler wejścia/wyjścia umożliwia współpracę płyty CPU z interfejsami. Płyta CPU może zostać przyłączona do kontrolera wejścia/wyjścia o nazwie IO2, w przypadku gdy konfiguracja wymaga wykorzystania dodatkowych fizycznych lub logicznych interfejsów V24(najczęściej do zastosowań w hotelach lub szpitalach).
Istnieje możliwość pracy systemu z dwiema CPU: aktywną oraz zapasową. Na zapasowej płycie CPU dublowany jest w czasie rzeczywistym status komunikacji i danych(np. rekordy taryfikacyjne). Na aktywnej płycie, wykrywane są awarie sprzętowe i oprogramowania, przez wszystkie interfejsy. Interfejsy te przełączają się automatycznie a pracę z płytą zapasową, która w tym samym czasie przejmuje obsługę procesu i generuje sygnał zegarowy odniesienia. Zrealizowana w ten sposób nadmiarowość charakteryzuje się następującymi zaletami:
- podtrzymywanie rozmów w toku;
- przekazywanie wstrzymanych rozmów zewnętrznych do operatora;
- ochrona przed błędami w funkcjonowaniu oprogramowania.

## Płyta wejścia/wyjścia IO2
Płyta wejścia\wyjścia IO2 jest opcjonalnym składnikiem systemu ACT. Zbudowana jest ona na 32-bitowym procesorze i podłączona do jednostki centralnej poprzez szynę CPU. Płyta ta umożliwia zastosowanie następujących funkcji:
- dostęp do 30 kanałów V120 B (HDLC) – funkcja ta umożliwia logiczny dostęp do lokalnych aplikacji z zewnątrz;
- dwanaście portów V24 – umożliwia fizyczny dostęp do lokalnych aplikacji systemu z zewnątrz;
- przetwornik DC/DC do kontroli zasilania płyty;
- możliwa komutacje, koncentrację oraz transmisję pakietów danych X25

Interfejsy
Występują trzy kategorie interfejsów:CPU/centralny serwer baz danych,interfejsy rozszerzeń i linii oraz pomocnicze płyty przeznaczone do obsługi wzajemnych połączeń i funkcji(np.pomoc głosowa).
Każda płyta interfejsu charakteryzuje się następującymi funkcjami:
- Interfejs ACT;
- protokół inicjujący skorelowany z płytą CPU(obecność płyty,adres itd);
- wymiana sygnałów z płytą CPU;
- komutacja układowa;
- detekcja tonowa i wieloczęstotliwościowa.

Wszystkie płyty wykorzystują do wytwarzania własnego napięcia potencjały 0V i 48V.
Wyróżnić możemy następujące typy interfejsów:
1. Interfejsy wewnętrzne:
- połączenie z urządzeniami analogowymi – płyta Z
- połączenie dla systemu przywoławczego – płyta PAG
- połączenie z radiowymi stacjami przekaźnikowymi – płyta DECT
- połączenie dla cyfrowych terminali, adapterów i stacji operatorskich – płyta UA
- podłączenie urządzeń naszynie S0 bus – płyta BRA(1x2B+D) i płyta BPRA(1x30B+D i 3x2B+D);

2. Publiczne połączenia cyfrowe:
- publiczne, cyfrowe, 30-kanałowe PCM (2048kbit\s)
- połączenie dla dostępu podstawowego i pierwotnego z siecią publiczną ISDN – płyty BRA(1x2B+D), PRA(1x30B+D) i BPRA(1x30B+D i 3x2B+D)
- transmisja danych w pakietach w kanałach D sieci ISDN – płyty BRA, PRA i BPRA;

3. Prywatne połączenia cyfrowe:
- dzierżawione łącze cyfrowe z sygnalizacją dekadową, R2 lub wieloczęstotliwościową Q23 – płyta PCM
- połączenie z wykorzystaniem protokołu Alcatel ABC dla jednorodnych sieci prywatnych – płyty PRA i BPRA;
- połączenie z wykorzystaniem protokołu QSIG dla niejednorodnych sieci prywatnych – płyty PRA i BPRA;

4. Publiczne połączenia analogowe z publicznymi sieciami telefonicznymi – linie NDDI znajdujące się na półkach Crystal lub US;
5. Prywatne połączenia analogowe typu dzierżawione linie analogowe – linie EMTL2, L1TL4, ACTL2, znajdujące się na półkach Crystal lub US.